# Велика Кузя (Республіка Алтай)
Велика Кузя (рос. Большая Кузя) — село Чойського району, Республіка Алтай Росії. Входить до складу Каракокшинського сільського поселення.
Населення — ненаселене (2015 рік).